# Saint-Laurent-des-Bois (Eure)
Saint-Laurent-des-Bois is een gemeente in het Franse departement Eure (regio Normandië) en telt 190 inwoners (2004). De plaats maakt deel uit van het arrondissement Évreux.

## Geografie
De oppervlakte van Saint-Laurent-des-Bois bedraagt 3,33 km², de bevolkingsdichtheid is 57 inwoners per km².
De onderstaande kaart toont de ligging van Saint-Laurent-des-Bois (Eure) met de belangrijkste infrastructuur en aangrenzende gemeenten.

## Demografie
Onderstaande figuur toont het verloop van het inwonertal (bron: INSEE-tellingen).